# Sławomir Chabiński
Sławomir Chabiński (ur. 29 czerwca 1957 w Dąbrowie Górniczej) – polski lekarz, poseł na Sejm I kadencji.

## Życiorys
Ukończył w 1981 studia na Wydziale Lekarskim Śląskiej Akademii Medycznej, po których rozpoczął pracę jako lekarz.
Od 1991 do 1993 sprawował mandat posła I kadencji wybranego z listy Polskiej Partii Przyjaciół Piwa w okręgu sosnowieckim. Zasiadał m.in. w Komisji Zdrowia oraz Komisji Nadzwyczajnej do rozpatrzenia projektu ustawy o ochronie prawnej dziecka poczętego. Po rozłamie w macierzystej partii należał do klubu poselskiego Polski Program Gospodarczy (Duże Piwo), który 6 listopada 1992 wraz z posłami KLD współtworzył klub Polski Program Liberalny. W 1993 bez powodzenia kandydował do parlamentu z ramienia BBWR, później wycofał się z polityki.
Został kierownikiem niepublicznego zakładu opieki zdrowotnej w Dąbrowie Górniczej oraz działaczem lokalnych organizacji pracodawców.